# Поухатан
Поухатан (Powhatan, Virginia Algonkian, Virginia Algonquian) — мёртвый алгонкинский язык, на котором раньше говорил народ поухатан, который проживает в области Тайдуотер штата Вирджиния в США. Язык вымер около 1790 года после того, как народ перешёл на английский язык. Единственным документальным доказательством существования этого языка является два коротких списка слов, записанных во время первого контакта с европейцами. Уильям Стрейчи (04.04.1572—21.06.1621) записал около 500 слов, а капитан Джон Смит (январь 1580—21.06.1631) записал около 50 слов.
Из поухатанского языка происходят слова томагавк и опоссум, а также Аррокот («небо») — с 2019 года название самого далёкого из небесных тел, посещённых земными космическими аппаратами.